# Idsegahuizum
Idsegahuizum (en frison : Skuzum) est un village de la commune néerlandaise de Súdwest Fryslân, situé dans la province de Frise.

## Géographie
Le village est situé à l'ouest de la Frise, au bord de l'IJsselmeer.

## Histoire
Idsegahuizum fait partie de la commune de Wûnseradiel jusqu'au 1er janvier 2011, où celle-ci est supprimée et fusionnée avec Bolsward, Nijefurd, Sneek et Wymbritseradiel pour former la nouvelle commune de Súdwest-Fryslân.

## Démographie
Le 1er janvier 2021, la population s'élève à 225 habitants.